# Adams (condado de Berkshire, Massachusetts)
Igreja Católica Notre Dá com o monte Greylock ao fundo em Adams
Localização de Massachusetts nos E.U.A.
Adams é um lugar designado pelo censo localizado no condado de Berkshire no estado estadounidense de Massachusetts. No Censo de 2010 tinha uma população de 5.515 habitantes e uma densidade populacional de 930,66 pessoas por km².

## Geografia
Adams encontra-se localizado nas coordenadas 42° 37′ 45″ N, 73° 07′ 08″ O. Segundo a Departamento do Censo dos Estados Unidos, Adams tem uma superfície total de 5.93 km², da qual 5.85 km² correspondem a terra firme e (1.35%) 0.08 km² é água.

## Demografia
Segundo o censo de 2010, tinha 5.515 pessoas residindo em Adams. A densidade de população era de 930,66 hab./km². Dos 5.515 habitantes, Adams estava composto pelo 96.68% brancos, o 0.63% eram afroamericanos, o 0.22% eram amerindios, o 0.58% eram asiáticos, o 0.02% eram insulares do Pacífico, o 0.16% eram de outras raças e o 1.7% pertenciam a dois ou mais raças. Do total da população o 1.03% eram hispanos ou latinos de qualquer raça.